# Фонтолан, Давиде
Давиде Фонтолан (итал. Davide Fontolan, родился 24 февраля 1966 года в Гарбаньяте-Миланезе) — итальянский футболист, выступавший на позиции полузащитника; тренер молодёжного состава клуба «Лаинтанезе». Младший брат футболиста Сильвано Фонтолана.

## Игровая карьера
Игровую карьеру начинал в качестве нападающего, однако позже перешёл на позицию левого полузащитника. В составе «Интернационале» нередко играл в обороне, в том числе в ответном матче финала Кубка УЕФА 1994 года против «Казино Зальцбург» на позиции левого защитника. Первым клубом в его карьере стал «Леньяно», позже он выступал за команды «Парма» и «Дженоа». В сезоне 1989/1990 во время матча против «Аталанты» за чрезмерную импульсивность был удалён с поля (критиковал одноклубника Дженнаро Руотоло за потерю мяча); в том же году он отличился в игре против «Сампдории».
В 1990 году перешёл в «Интернационале» за 10,5 млрд. лир. Летом 1990 года, сразу же после перехода в стан «нерадзурри», во время контрольной встречи против команды Виареджо он получил травму (разрыв передних крестообразных связок) и выбыл из строя до конца сезона. Среди ключевых голов выделяются гол в сезоне 1991/1992 в ворота «Фиорентины», гол в ворота «Кальяри» в полуфинале Кубка УЕФА 1993/1994 (поражение 2:3, в ответном матче была победа 3:0) и гол в сезоне 1994/1995 в ворота «Милана» в миланском дерби (ничья 1:1 в игре 20 ноября 1994 года).
Всего сыграл 160 матчей во всех турнирах за «Интернационале» (в том числе 116 в Серии А), забил 16 голов (11 в серии А). В 1994 году привлекался Арриго Сакки на сборы накануне чемпионата мира в США, однако в окончательную заявку сборной Италии не попал. В 1996 году Фонтолан из-за конфликта с Роем Ходжсоном ушёл в «Болонью», а карьеру завершил в «Кальяри» в 2001 году после всего 9 игр. По собственным словам, он решил уйти из «лживого, грязного и лицемерного» спорта, однако этому также способствовали многочисленные травмы.

## Тренерская карьера
На протяжении 14 лет Фонтолан не связывал себя с футболом, однако в 2008 году по случаю столетия «Интернационале» выпустил марку вина Nerazurri. В 2015 году Фонтолан стал тренером юниорского состава клуба «Лайнатезе», 29 апреля 2018 года выиграл с клубом региональный чемпионат Италии среди юниоров.

## Достижения
- Победитель Серии C: 1982/1983[итал.] (Леньяно)
- Победитель Серии B: 1988/1989 (Дженоа)
- Обладатель Кубка УЕФА: 1990/1991, 1993/1994 (Интернационале)
- Обладатель Кубка Интертото: 1998